# Tosho Kashiwazaki
Tosho Kashiwazaki est un boxeur japonais.

## Carrière
Sa carrière amateur est principalement marquée par deux médailles de bronze remportées aux championnats d'Asie en 2013 dans la catégorie des poids mi-mouches et en 2019 dans la catégorie des poids mouches.

## Palmarès

### Championnats d'Asie
- Médaille de bronze en -52 kg en 2019 à Bangkok, Thaïlande
- Médaille de bronze en -49 kg en 2013 à Amman, Jordanie